# Futebol americano de arena

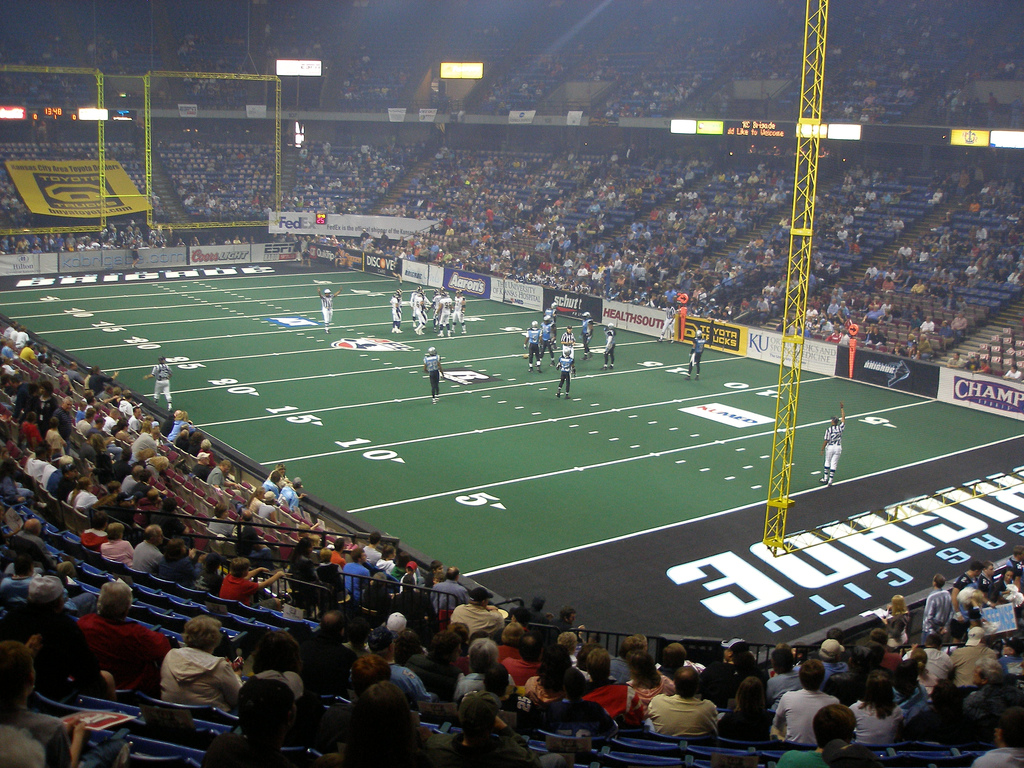
Jogo de futebol americano de arena nos Estados Unidos.

O futebol americano de arena é uma variação de futebol americano jogado em um ginásio, onde todo o recinto é fechado.

## Regras

### Time
Cada time é composto por 20 jogadores, sendo que somente 8 podem atuar no campo em cada jogada. Como no futebol americano de campo, existem equipes exclusivas para atacar e defender.

### Campo
O esporte é jogado exclusivamente em arenas fechadas usadas também em jogos de basquetebol e hóquei no gelo.
O campo é feito de grama artificial e tem comprimento de 200 pés (61m) e largura de 85 pés (26m), iguais aos usados na NFL. A área de jogo é de 50 jardas (45,72m) de comprimento e as endzones contém 8 jardas (7,3152m) de comprimento.
Os goal posts são 15 pés (4,6m) acima do solo e possuem 9 pés (2,7m) de largura.

### Tempo
A partida é disputada em 4 quartos de 15 minutos cada, o play clock é de 35 segundos para cada down.